# Joaquim Lagoeiro
Joaquim Lagoeiro (Veiros, Estarreja, 6 de Setembro de 1918 - Lisboa ?, 11 de  março de 2011) foi um escritor português.
O seu espólio literário encontra-se no Museu do Neo-Realismo, em Vila Franca de Xira.

## Biografia
De nome próprio Joaquim Henriques Pereira, nasceu na freguesia de Veiros, concelho de Estarreja. Frequentou o Seminário do Porto e cursou Filosofia. Foi um escritor ligado ao movimento literário do Neo-realismo.

## Colaboração na Imprensa
Colaborou em  Sol, Vida Mundial, Jornal de Estarreja, Diário de Lisboa, Boletim da Sociedade de Língua Portuguesa, entre outros.

## Obra
Romance:
- Viúvas de Vivos (1947);
- Os Fraldas (1951);
- As Castigadas (1953);
- Corda Bamba (1955);
- Mosca na Vidraça (1959);
- O Manto Diáfano (1961);
- Santos Pecadores (1965);
- Madre Antiga (1968);
- Almas Danadas (1970);
- Milagre em S. Bartolomeu (1972);
- O Poço (1984);
- Cafarnaum (1984);
- Mar Vivo (1998);
- Caiu um Santo do Altar (1999);
- A Congosta (2000).

Ensaio, conto e poesia:
- Ramilhete Espiritual de Estórias Profanas;
- Flor de Sal – Sonetos de Amor e Escárnio;
- Uma Lágrima do Céu;
- Desconstrução;
- Manual de Casos de Consciência;
- Estórias Pequeninas (contos infantis).

## Ligações Externas
- http://www.avante.pt/pt/1959/temas/114994/
- http://www.museudoneorealismo.pt/frontoffice/pages/1082
- http://www.terranova.pt/noticia/cultura/camara-de-estarreja-evoca-memoria-de-joaquim-lagoeiro
- http://catalogo.bnportugal.pt/ipac20/ipac.jsp?session=14CP944325Y59.26859&profile=bn&uri=link=3100018~!43922~!3100024~!3100022&aspect=basic_search&menu=search&ri=1&source=~!bnp&term=Lagoeiro%2C+Joaquim%2C+pseud.&index=AUTHOR